# Adolf Lehnert

Adolf Lehnert (vor 1911)

Franz Robert Adolf Lehnert (* 20. Juli 1862 in Leipzig; † 6. Januar 1948 ebenda) war ein Bildhauer und Medailleur in Leipzig.

## Leben

### Familie
Er kam als zweites von insgesamt zwölf Kindern des Lokomotivführers Adolph Lehnert und dessen aus Borna stammenden Gattin, Lina, geb. Werner (1842–1914), zur Welt. 1889 heiratete der junge Künstler in erster Ehe Else Riedel (1864–1907), eine Tochter aus der sehr angesehenen Familie des Leipziger Musikwissenschaftlers und Chorleiters Professor Carl Riedel. Nach dem frühzeitigen Tod seiner ersten Frau heiratete er 1909 in zweiter Ehe Johanna Wildenhayn (1875–1957), die ihm zwei Kinder, Siegfried (1910–1941) und Waltraut (1916–2007), gebar.

### Ausbildung
Nach dem Besuch einer Leipziger Realschule studierte Adolf Lehnert von 1880 bis 1888 an der Königlichen Kunstakademie in Leipzig bei Melchior zur Strassen. Auf der Jahresausstellung der Schülerarbeiten der Akademie wurde ihm 1882 die bronzene Medaille und 1885 die silberne Medaille verliehen. Nach Beendigung der Ausbildung hielt er sich zu Studienzwecken für ein weiteres Jahr in Rom und Paris auf.

### Lehrtätigkeit
Von 1896 bis 1924 war er als Lehrer an der Kunstakademie in Leipzig tätig. Zunächst wurde Lehnert als Vertretung für den erkrankten Melchior Zur Straßen an die Akademie berufen. Nach dem plötzlichen Tod seines Lehrers erfolgte die offizielle Ernennung als Leiter der Bildhauerklasse am 1. Dezember 1897. Lehnert erteilte Unterricht im Formen nach Stillleben, im Formen nach lebenden Modellen sowie in den Maßen der menschlichen Gestalt. 1907 wurde ihm der Titel eines Professors der IV. Klasse der Hofrangordnung verliehen. Seine Schüler waren unter anderen Kurt Schmid-Ehmen, Bruno Eyermann, Fritz Zalisz, Fritz Maenicke, Albrecht Leistner, Max Alfred Brumme, Paul Stuckenbruck und Alfred Thiele, der wiederum sein Nachfolger als Leiter der Bildhauer-Abteilung an der Kunstakademie werden sollte.

### Kunstschaffen

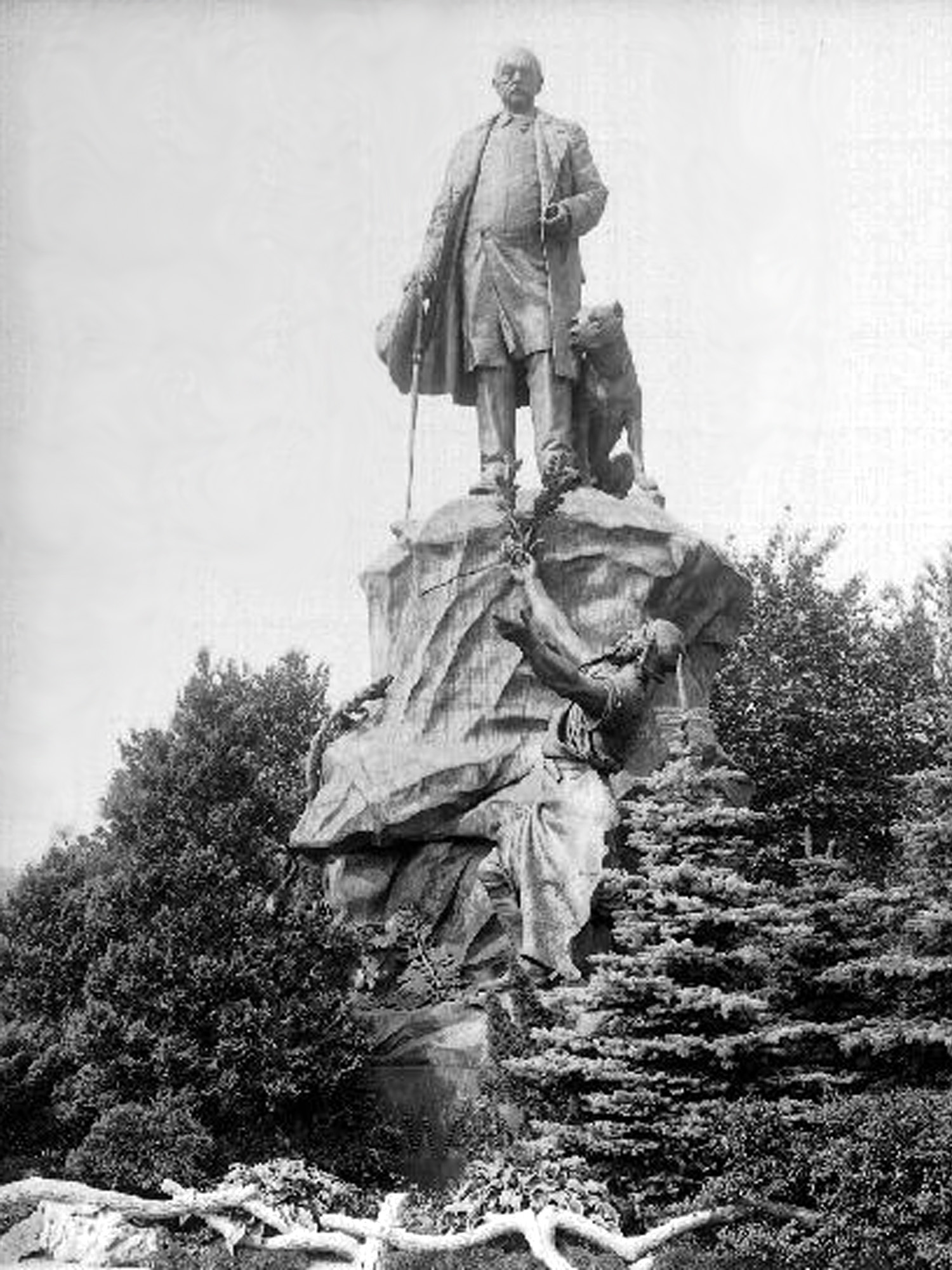
Bismarck-Statue im Johannapark in Leipzig (zerstört)

Adolf Lehnert gehört zu den bedeutendsten Vertretern des Historismus in Leipzig. Er erhielt zahlreiche öffentliche und private Aufträge, die sein vielfältiges Schaffen dokumentieren. So war er beispielsweise in Leipzig mit künstlerischen Arbeiten am Bau des Neuen Rathauses, des Gebäudes der Universitätsbibliothek und der Deutschen Bücherei sowie des Künstlerhauses beteiligt. Vom Leipziger Großbürgertum wurde er bevorzugt mit Aufträgen zur bauplastischen Ausgestaltung von Villen und Grabmalen bedacht. Neben Denkmälern, allegorischen Gestalten, figurenreichen Friesen und Büsten schuf er auch Reliefs und Kleinplastik. Besonders gefragt war sein Können als Porträtist und Medailleur. Er entwickelte den idealistischen Stil seines Lehrers Melchior Zur Straßen zu immer feinerer Individualisierung und wurde damit zum Begründer und zugleich wichtigsten Vertreter der Tradition der Leipziger Porträtkunst.
Für die WMF-Abteilung für Galvanoplastik schuf er einige sehr ansprechende Modelle von Engeln, von denen mehrere als etwa 135 cm hohe Galvanoplastiken bis heute auf deutschen und ehemals deutschen Friedhöfen erhalten sind. Sie wurden im WMF-Musterbuch mit und ohne Flügel als Grabfigur Nr. 745 a von Lehnert geführt. Ein Exemplar findet sich auch im Museum für Sepulkralkultur, Kassel.
Ab 1912 wohnte und arbeitete Lehnert in einer nach seinen Plänen erbauten Villa mit angebautem Atelier in Markkleeberg. In seinen letzten Lebensjahren bewohnte er eine Villa in Stötteritz.
Viele seiner aus Kupfer oder Bronze geschaffenen Werke fielen den Bedürfnissen der beiden Weltkriege zum Opfer.

## Lebensende

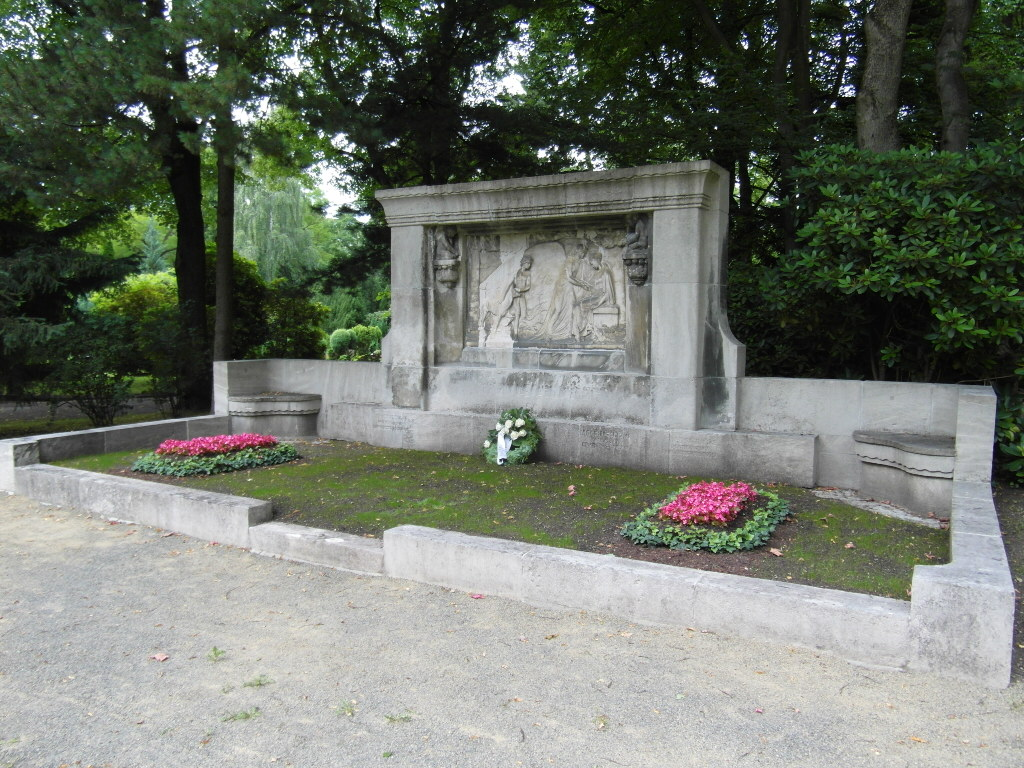
Grabmal Familie Adolf Lehnert (2012)

Adolf Lehnert wurde auf dem Leipziger Südfriedhof (Abt. V.) an der Seite seiner ersten Frau Else († 1907) und seines im Zweiten Weltkrieg gefallenen Sohnes beigesetzt. Mit dem Entwurf des Grabmals hatte er nach dem Tod seiner ersten Ehefrau den Architekten Karl Poser beauftragt. Das Grabrelief aus Kalkstein, das eine junge Frau zeigt, die von einem Engel im Paradies tröstend empfangen wird, schuf der Künstler selbst. Anlässlich des 150. Geburtstags von Adolf Lehnert wurde die schwer geschädigte Grabstätte im Auftrag der Paul-Benndorf-Gesellschaft umfassend restauriert und nach historischem Vorbild neu bepflanzt.

## Mitgliedschaften
- seit 1885 Mitglied im Riedel-Verein, einem Chor zur Pflege geistlicher Vokalmusik aller Zeiten
- Mitglied des Leipziger Künstlervereins
- Mitglied der Allgemeinen Deutschen Künstlergenossenschaft
- Mitglied der Leipziger literarisch-künstlerischen Vereinigung Stalaktiden
- Mitglied der Leipziger Künstlervereinigung Leoniden

## Werke

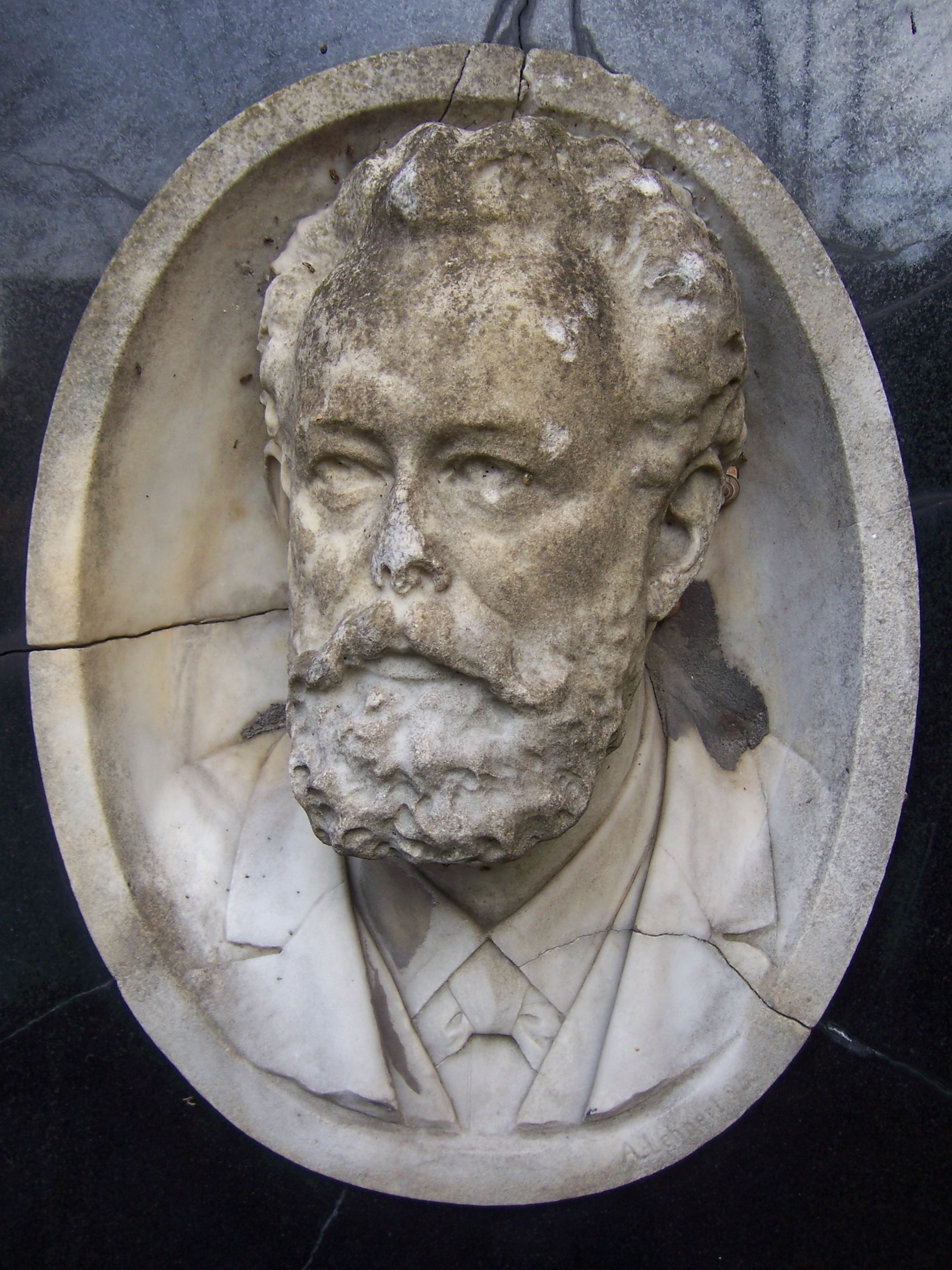
Portraitmedaillon Joh. Carl Gustav Herrmann, Marmor, 1895
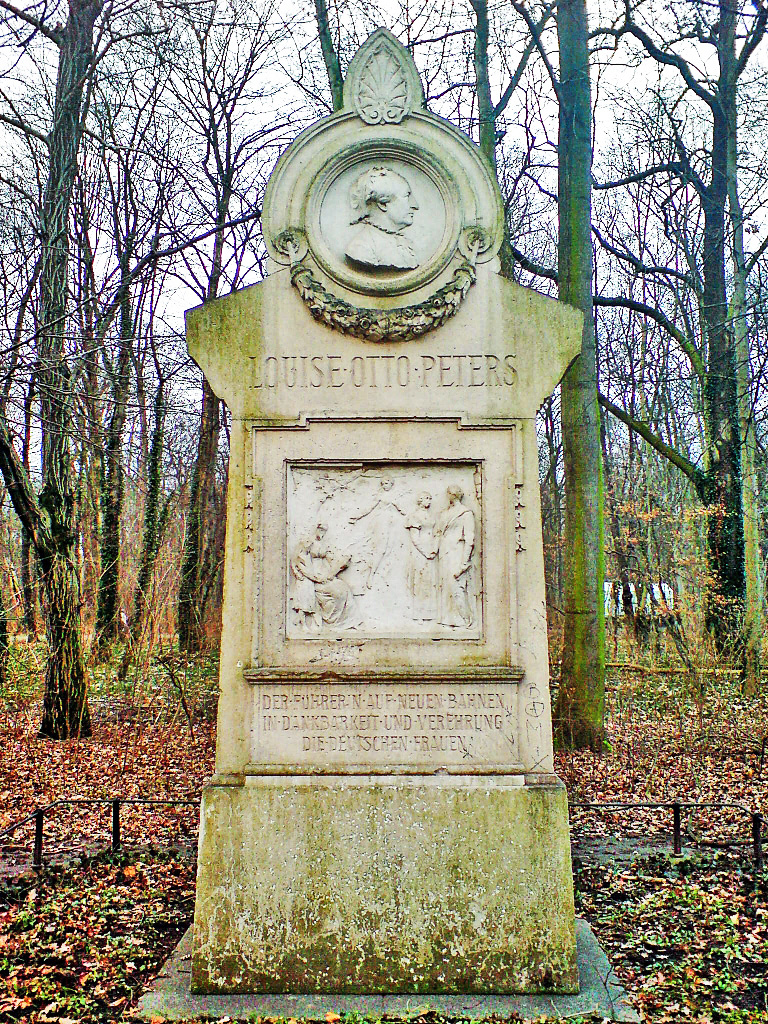
Denkmal für Louise Otto-Peters im Leipziger Rosental
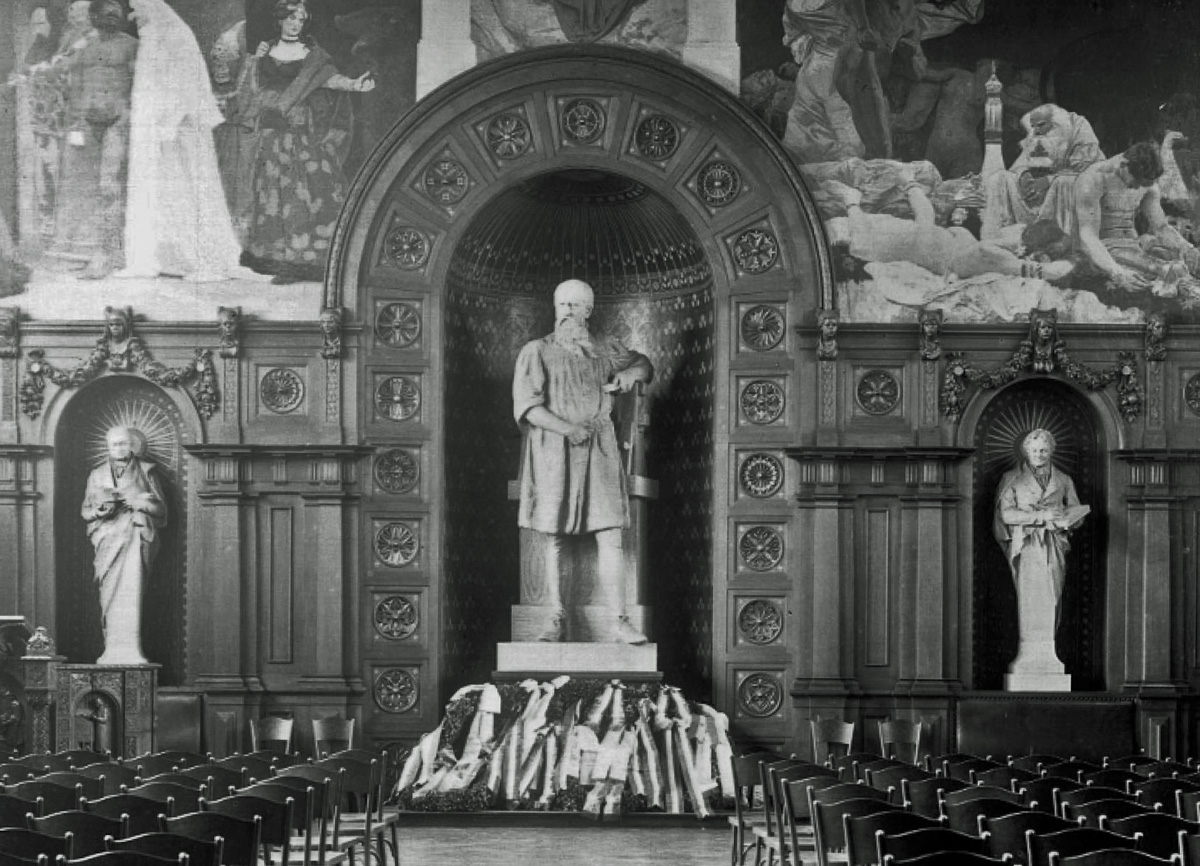
Gutenbergdenkmal im Deutschen Buchgewerbehaus in Leipzig, 1900
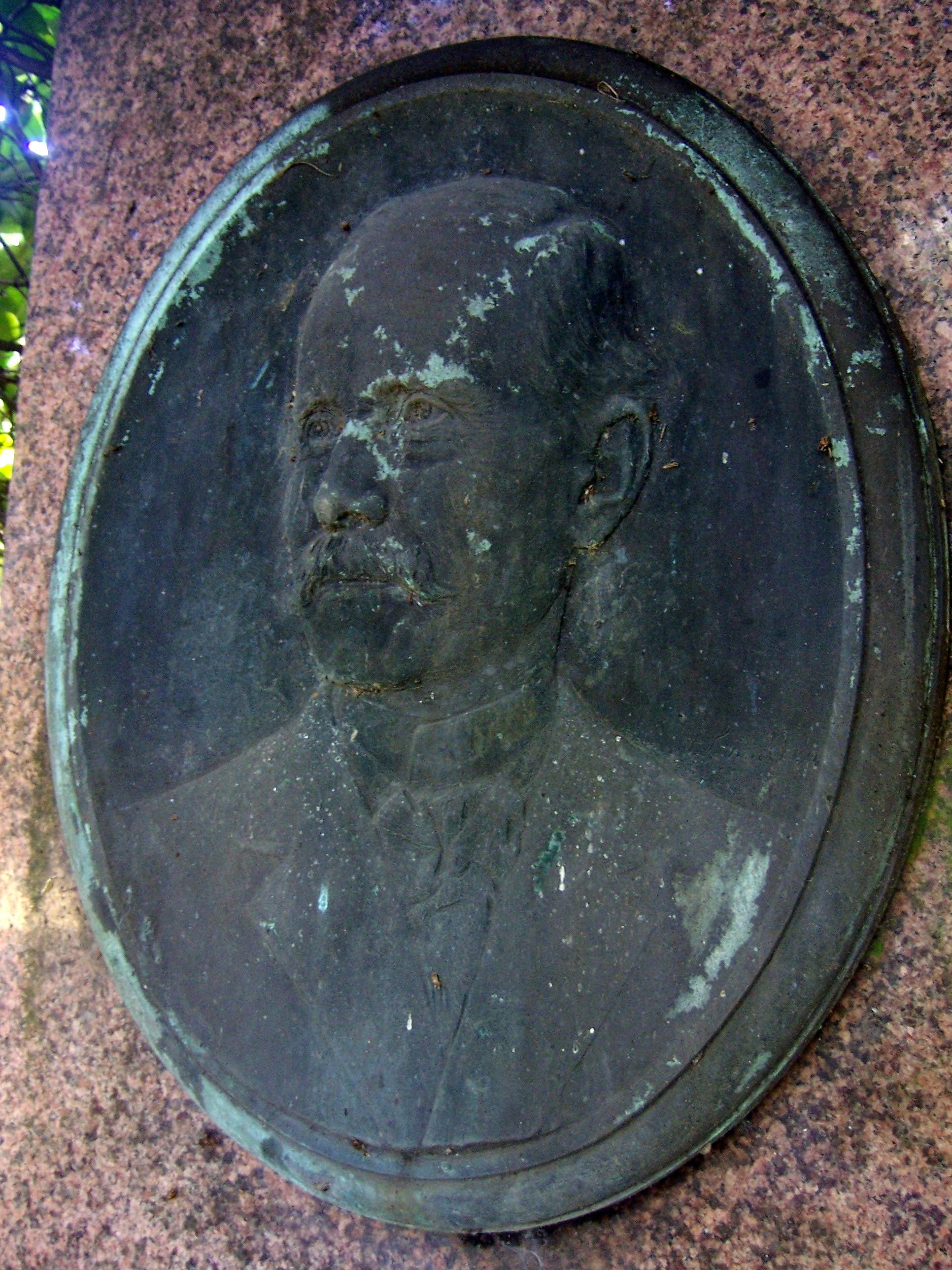
Porträtmedaillon am Grabmal Louis Kuhne, Südfriedhof Leipzig, 1901
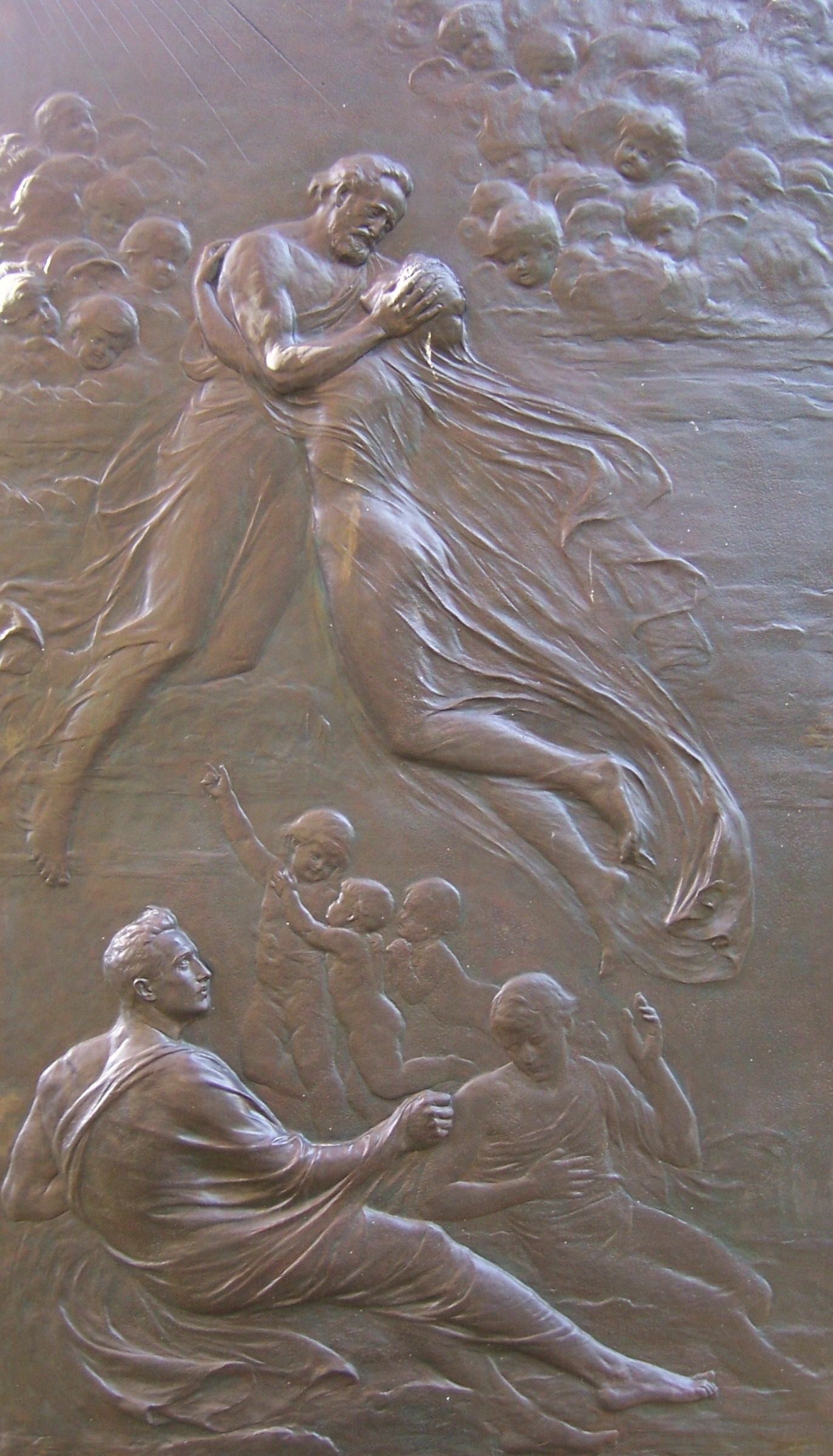
Bronzerelief 1 am Grabmal Karl Krause, Neuer Johannisfriedhof Leipzig, 1902
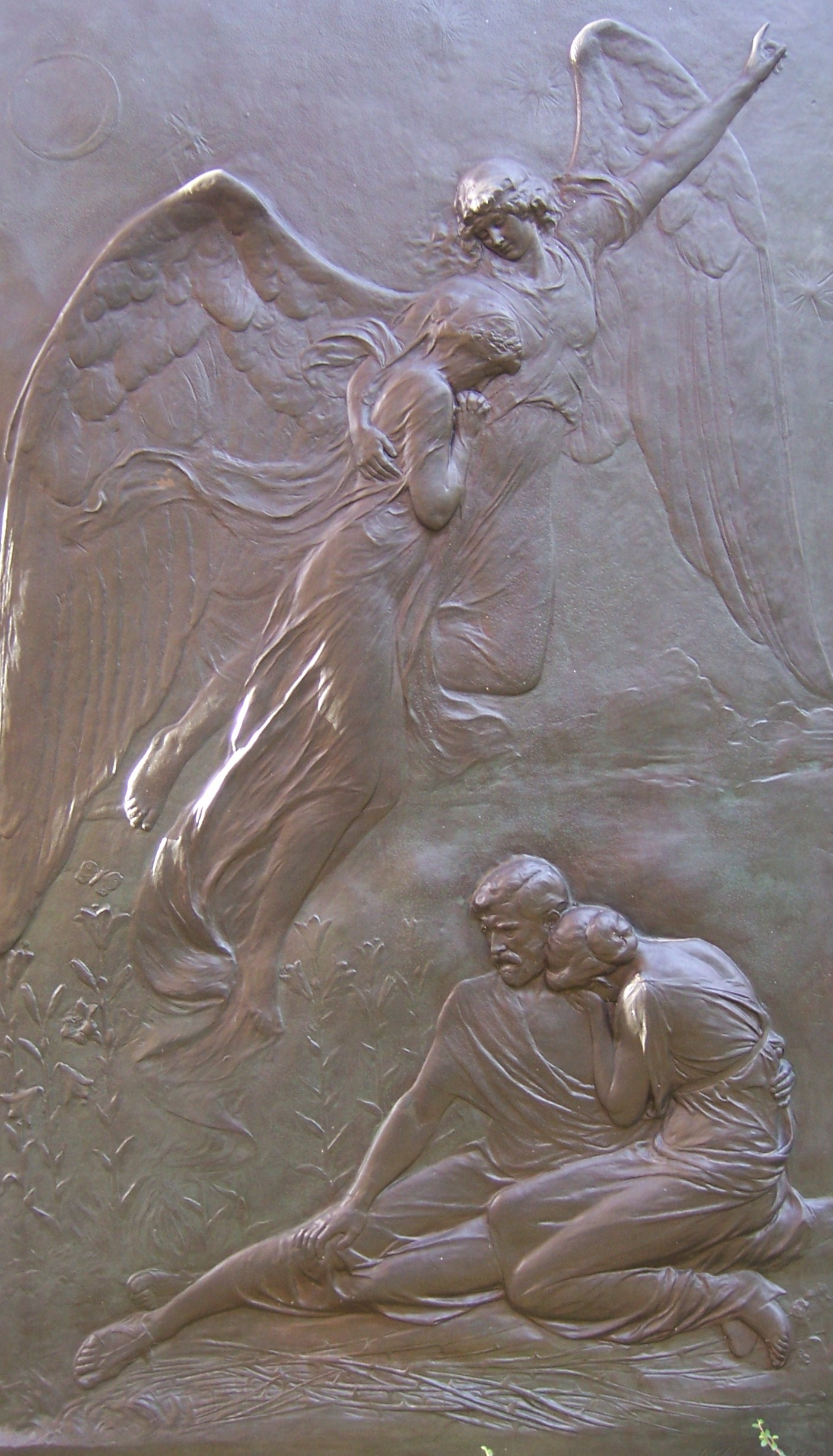
Bronzerelief 2 am Grabmal Karl Krause, Neuer Johannisfriedhof Leipzig, 1902
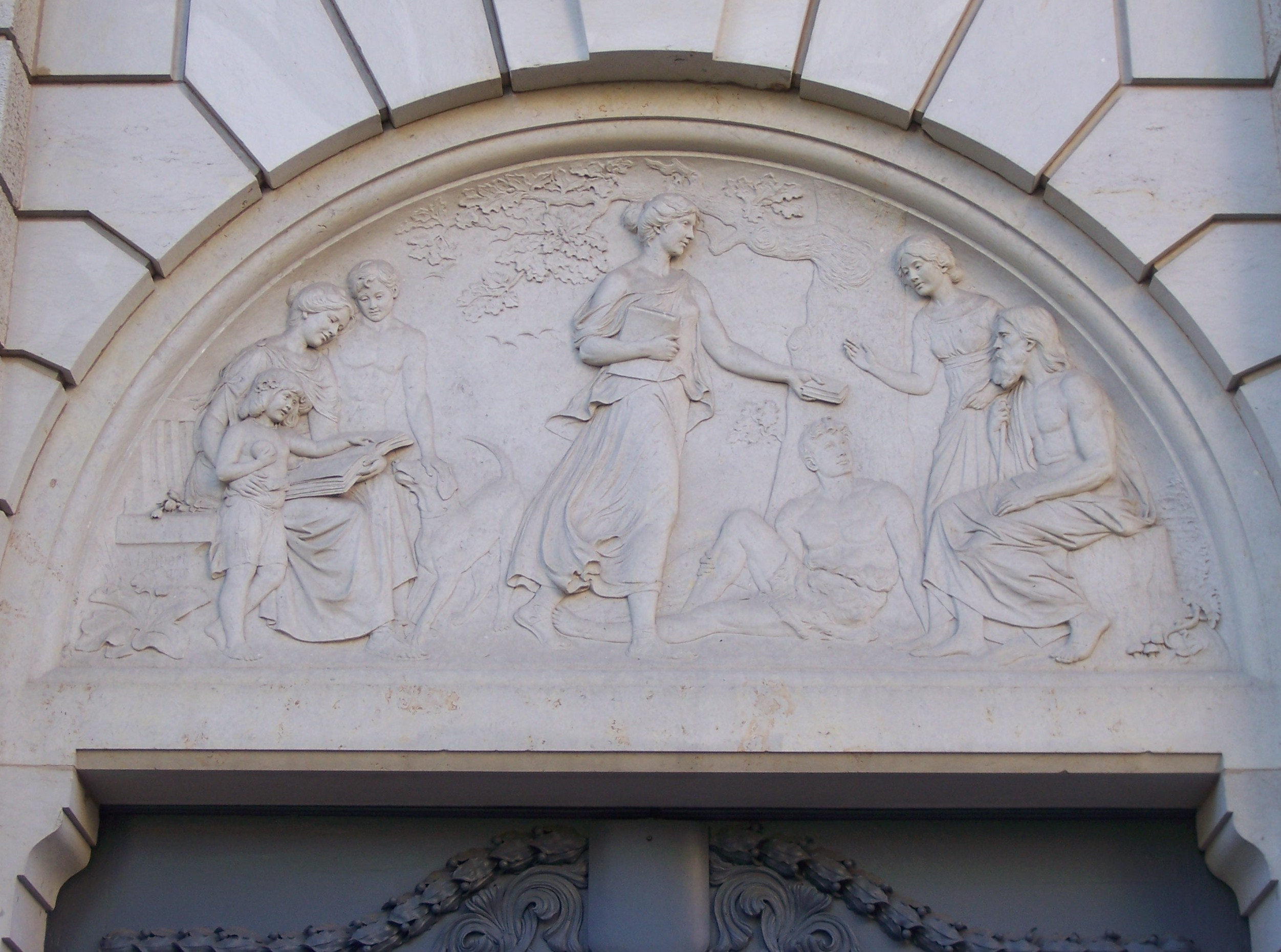
Relief über dem Haupteingang des Reclam-Verlagsgebäudes in Leipzig, 1905
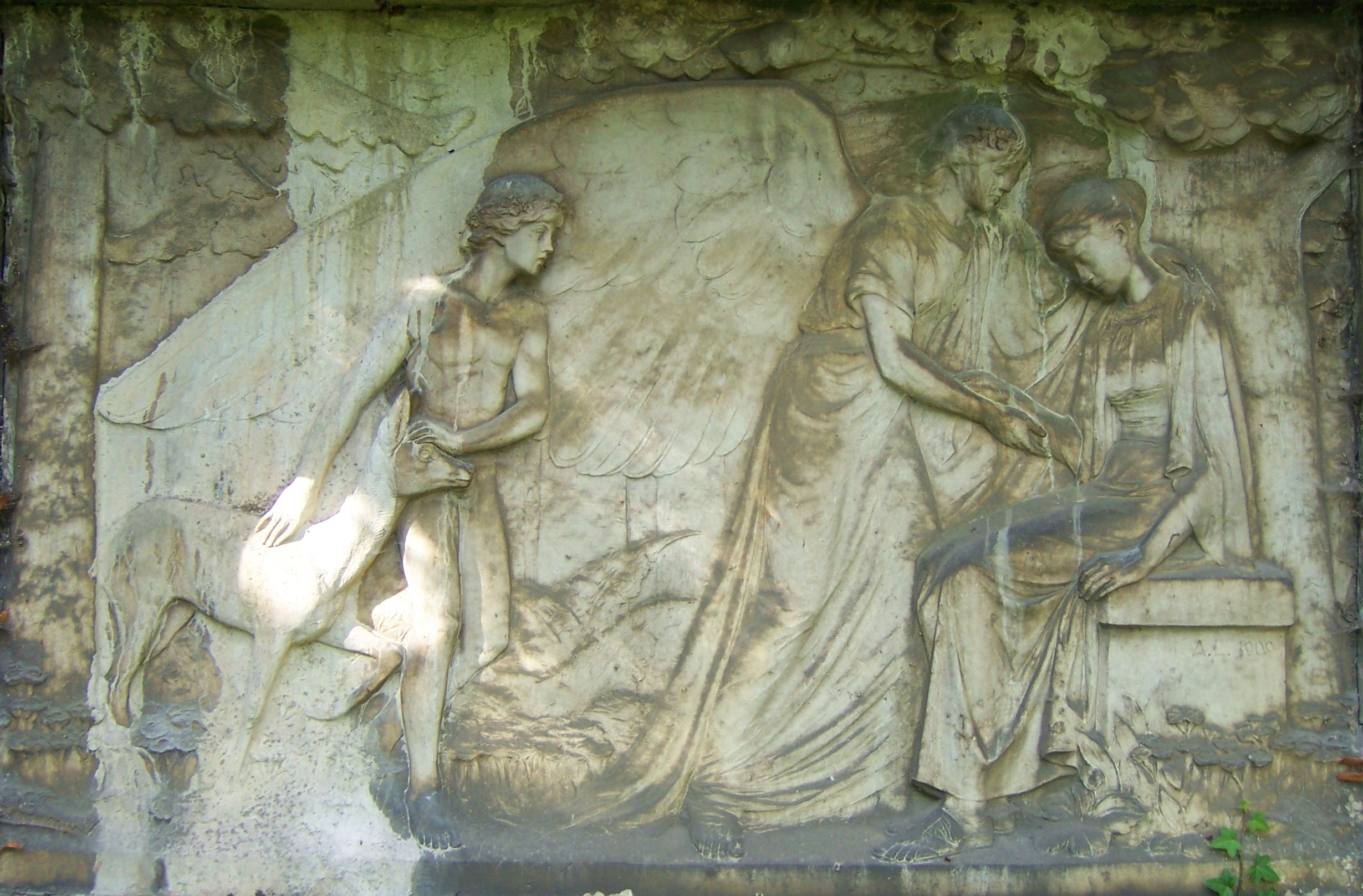
Marmorrelief am Grabmal der Familie Lehnert, Südfriedhof Leipzig, 1907
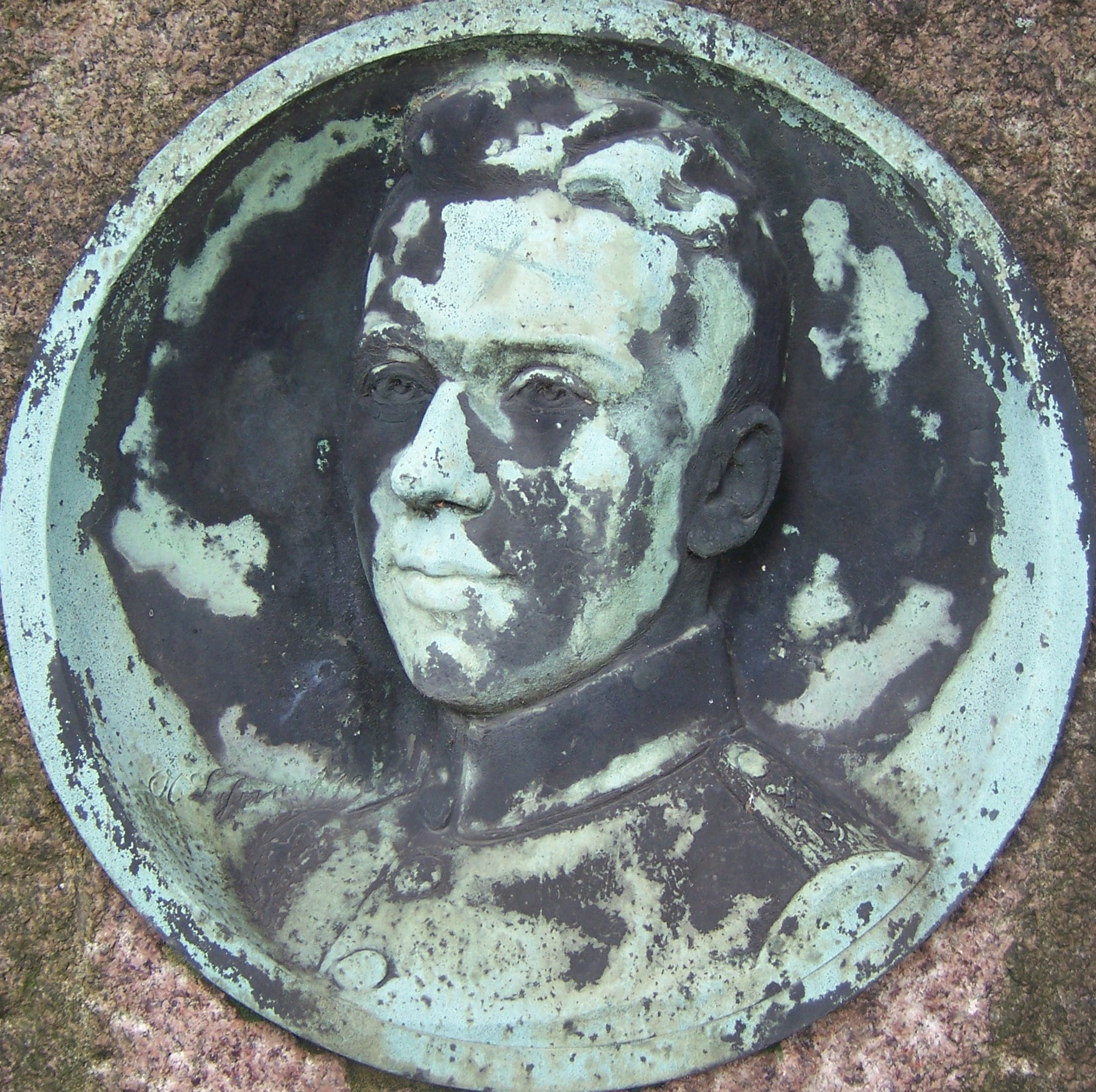
Porträtmedaillon am Grabmal Lange-Lorenz, Südfriedhof Leipzig, 1915
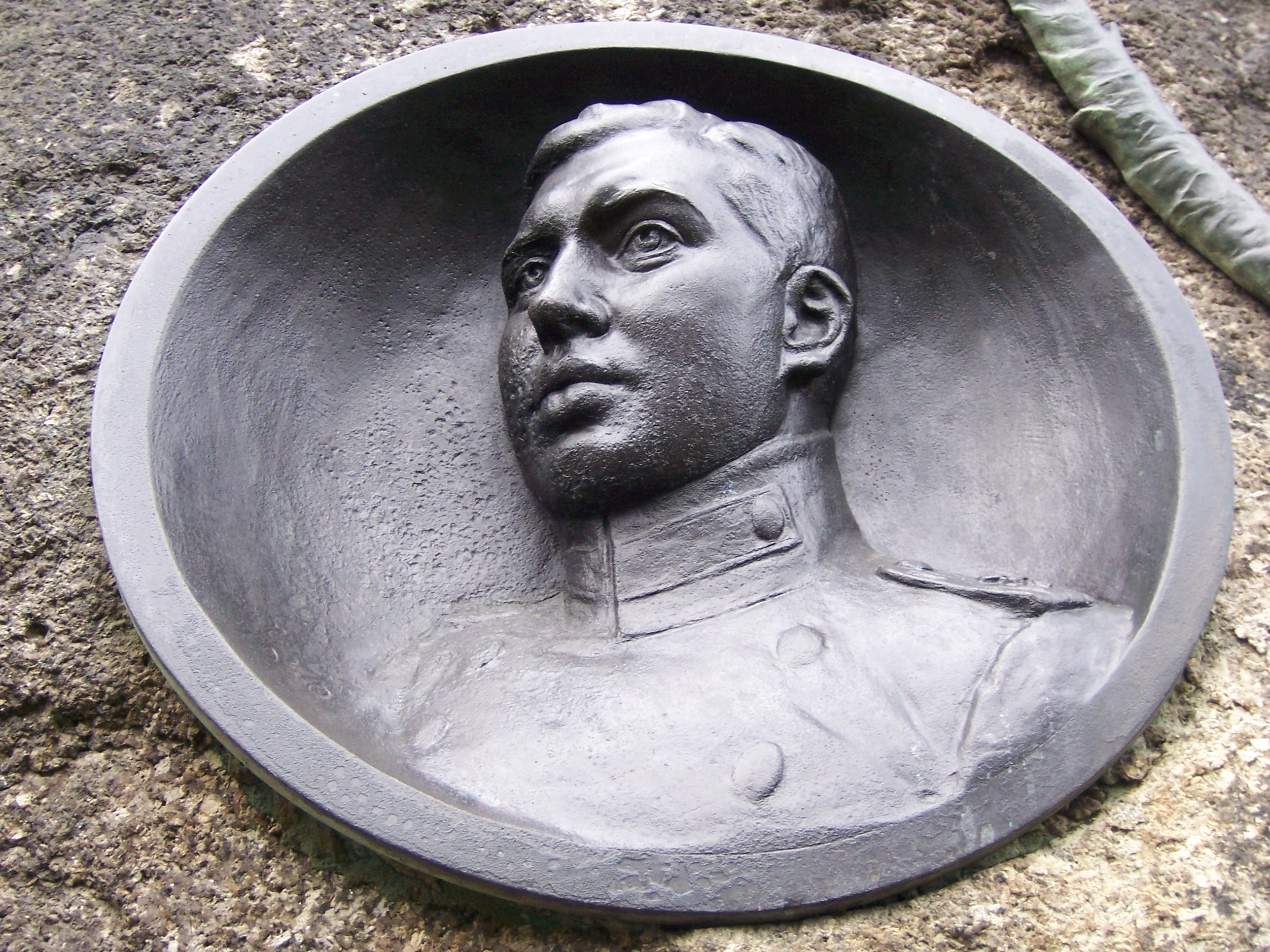
Porträtmedaillon am Grabmal Dr. Ludwig Schwabe, Südfriedhof Leipzig, 1916
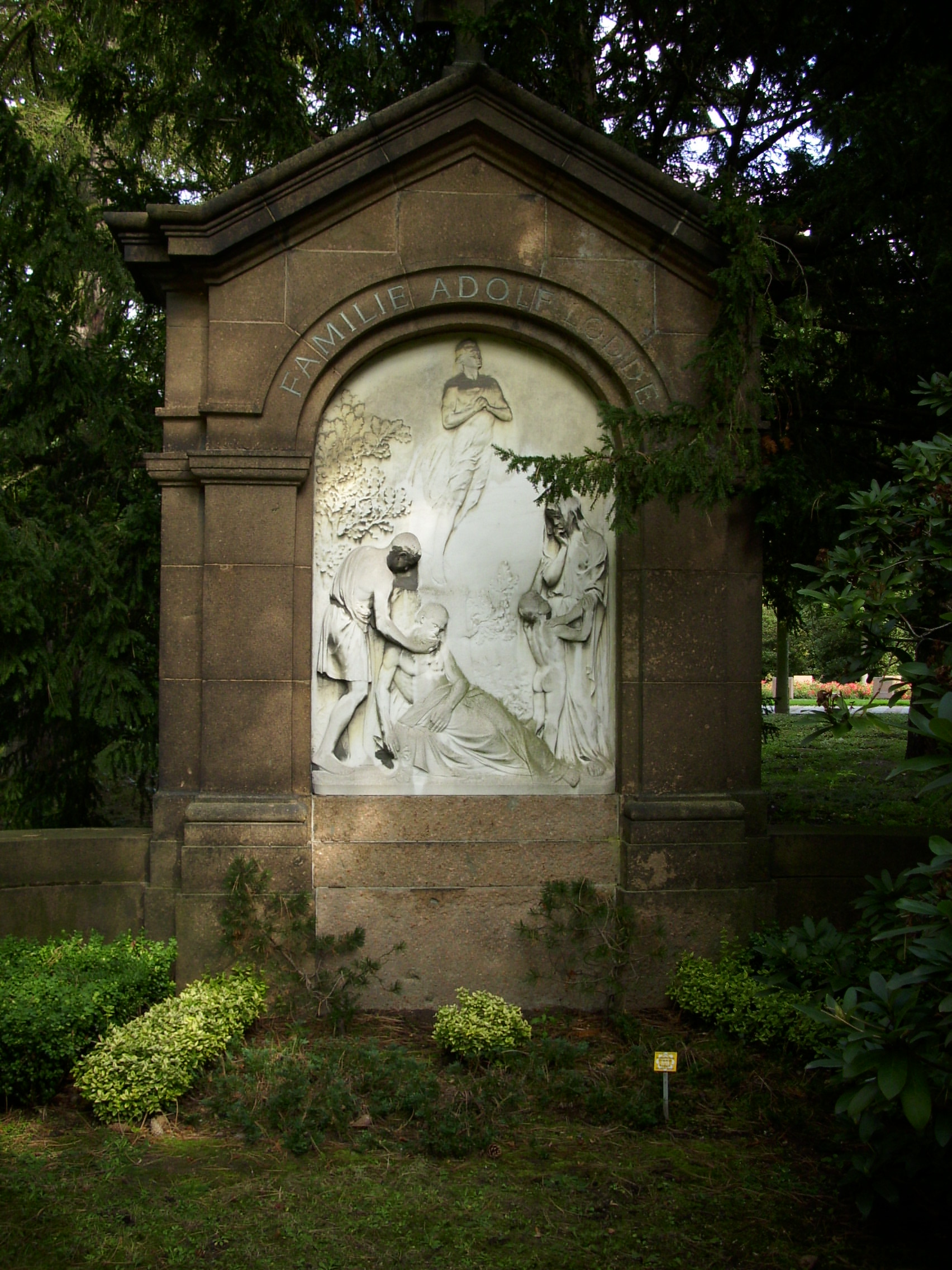
Marmorrelief am Grabmal Alfred Lodde, Südfriedhof Leipzig, 1917
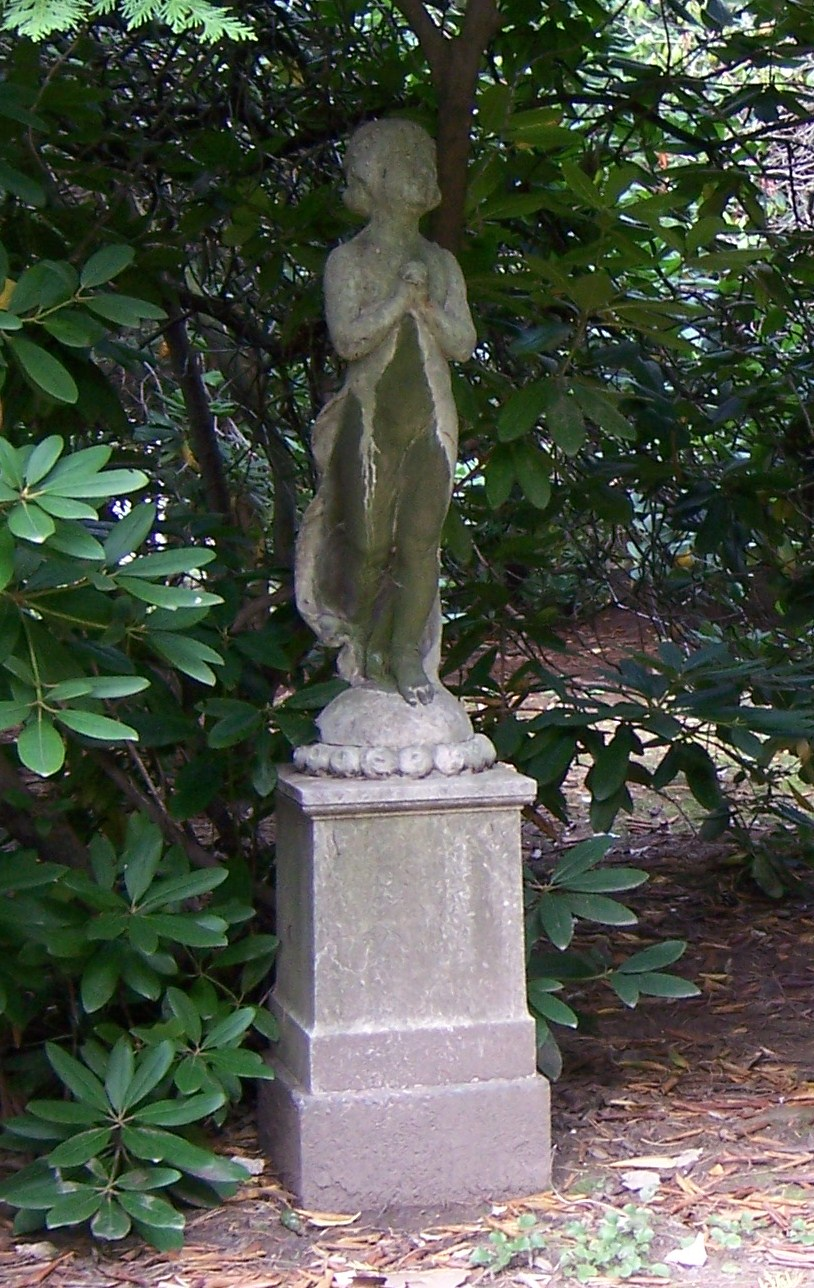
Marmorfigur am Grabmal Otto Harrassowitz, Südfriedhof Leipzig, 1920
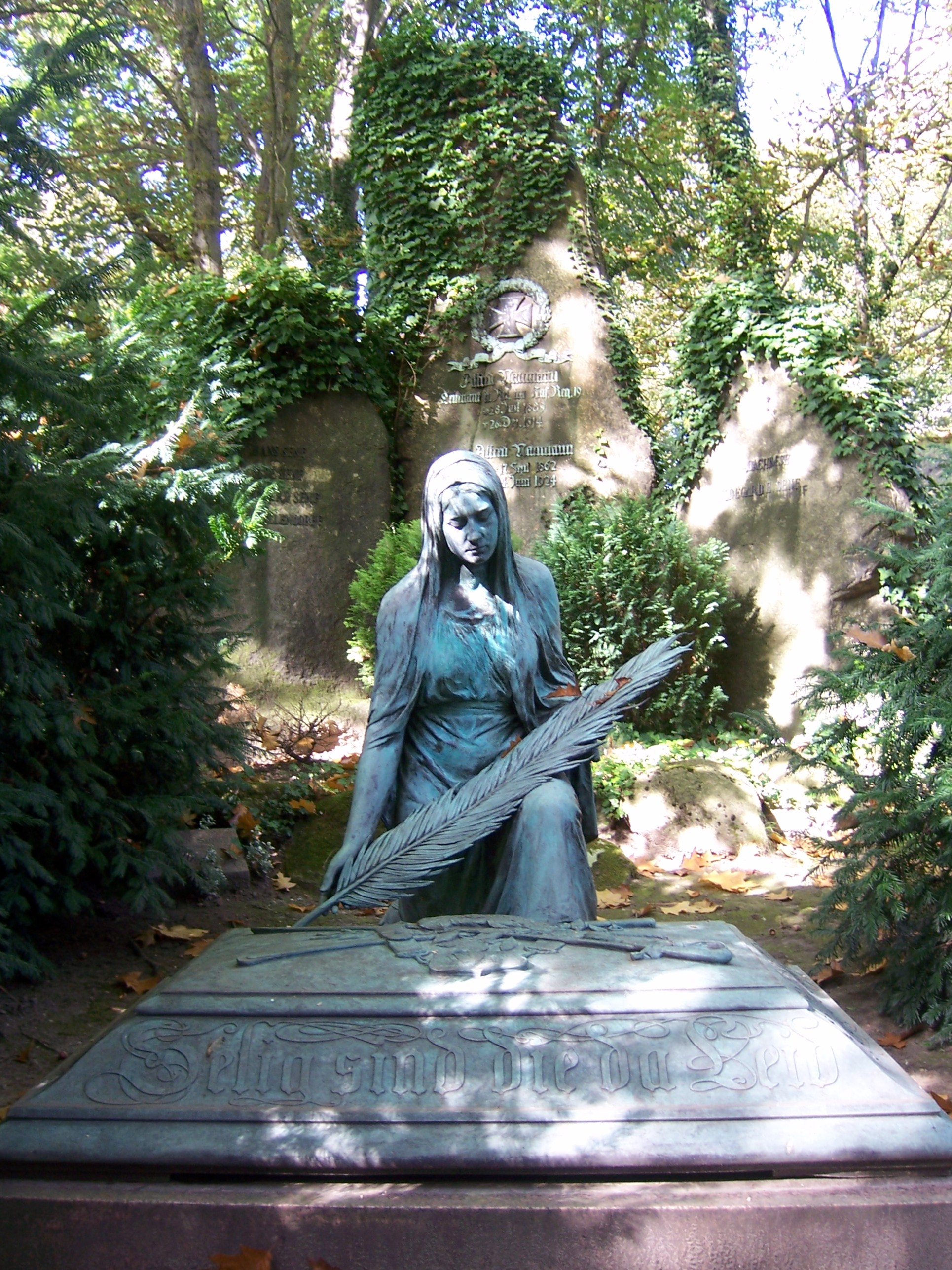
Trauernde mit Siegespalme am Grabmal Naumann, Südfriedhof Leipzig, 1920
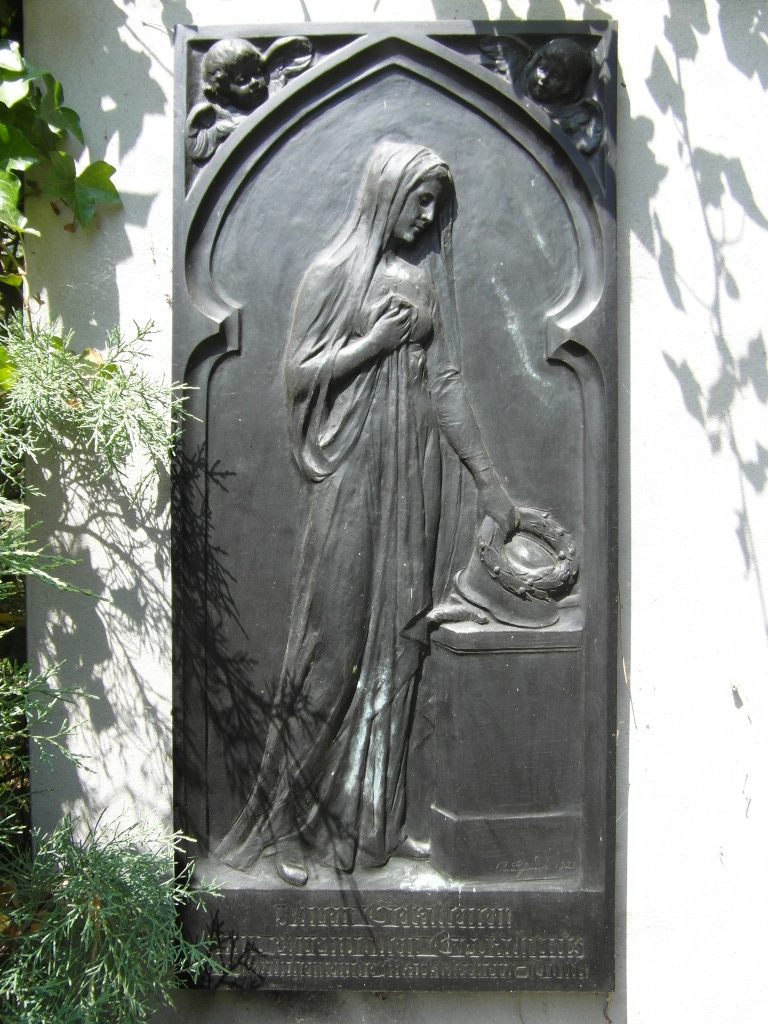
Gefallenendenkmal auf dem Friedhof der Ev. Auenkirchgemeinde in Markkleeberg, 1921
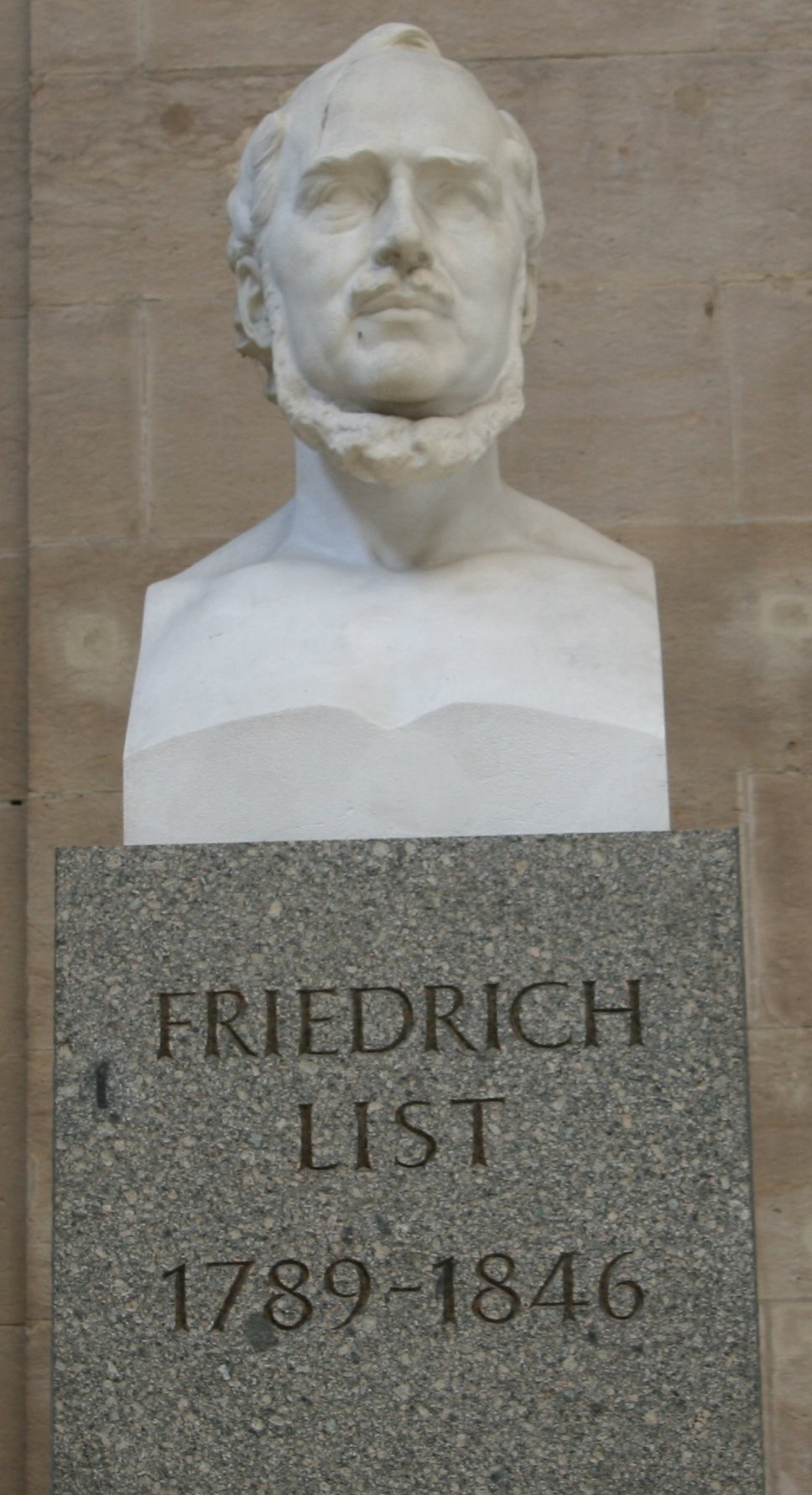
Friedrich-List-Büste am Westausgang des Hauptbahnhofs Leipzig, 1927
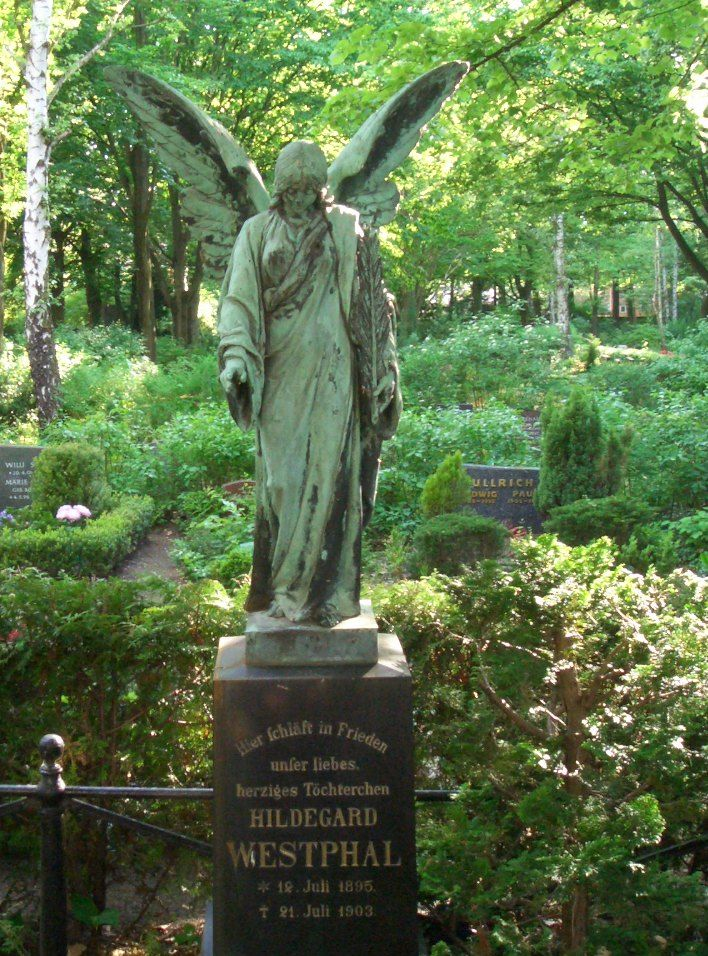
Grabengel (Galvanoplastik) nach einem Modell von Adolf Lehnert
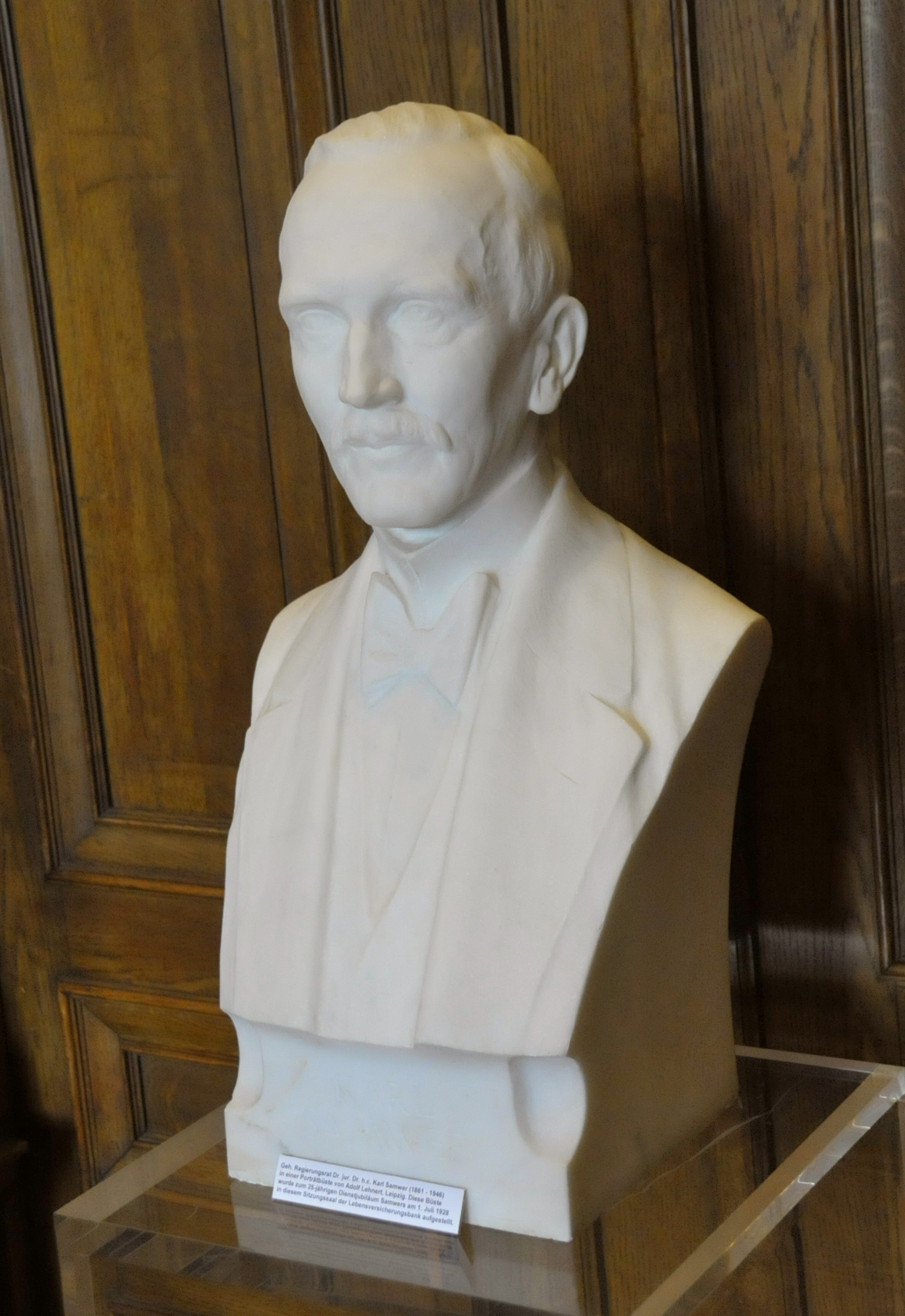
Marmorbüste Karl Samwer, 1928
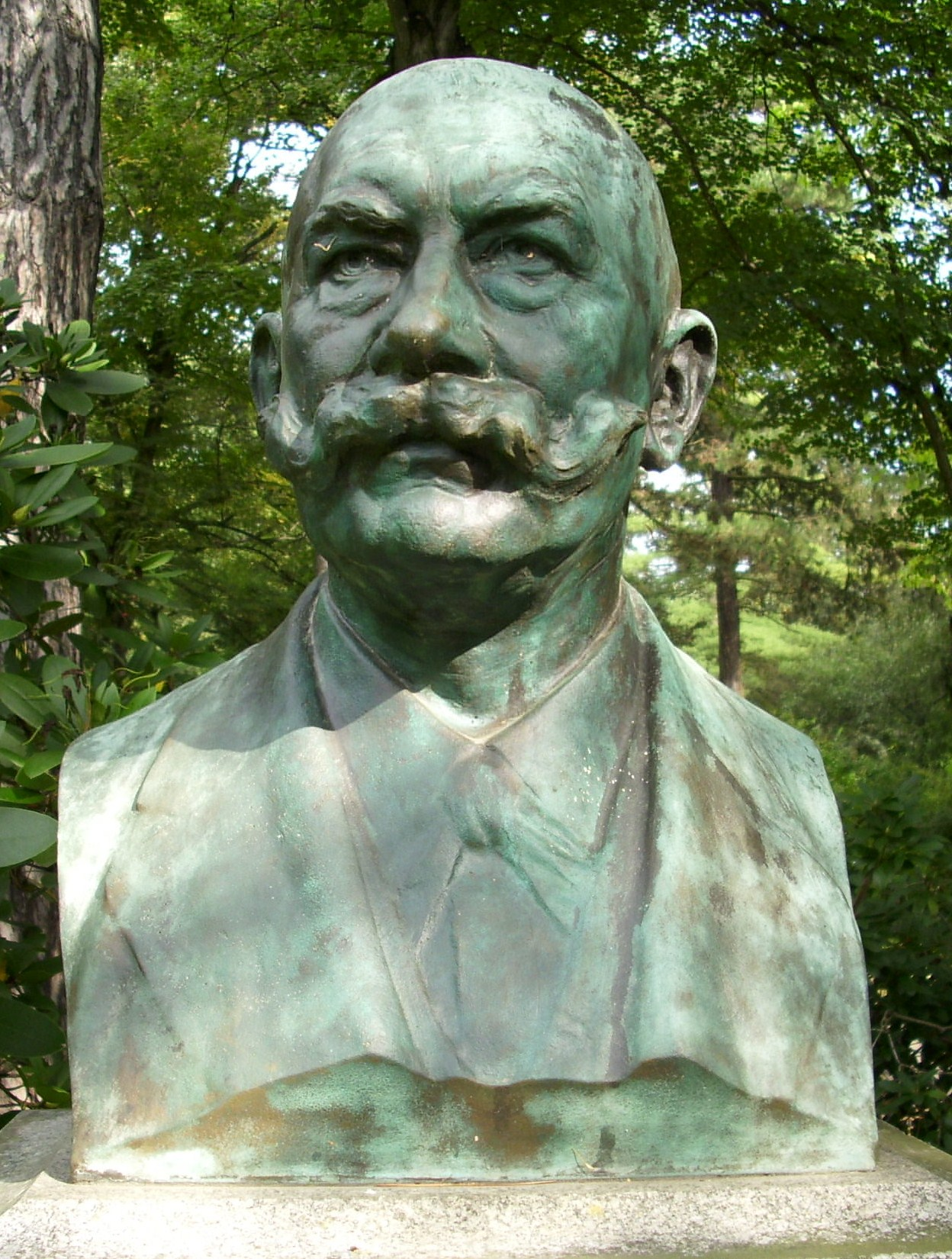
Bronzebüste Georg Grimpe, Südfriedhof Leipzig, 1928
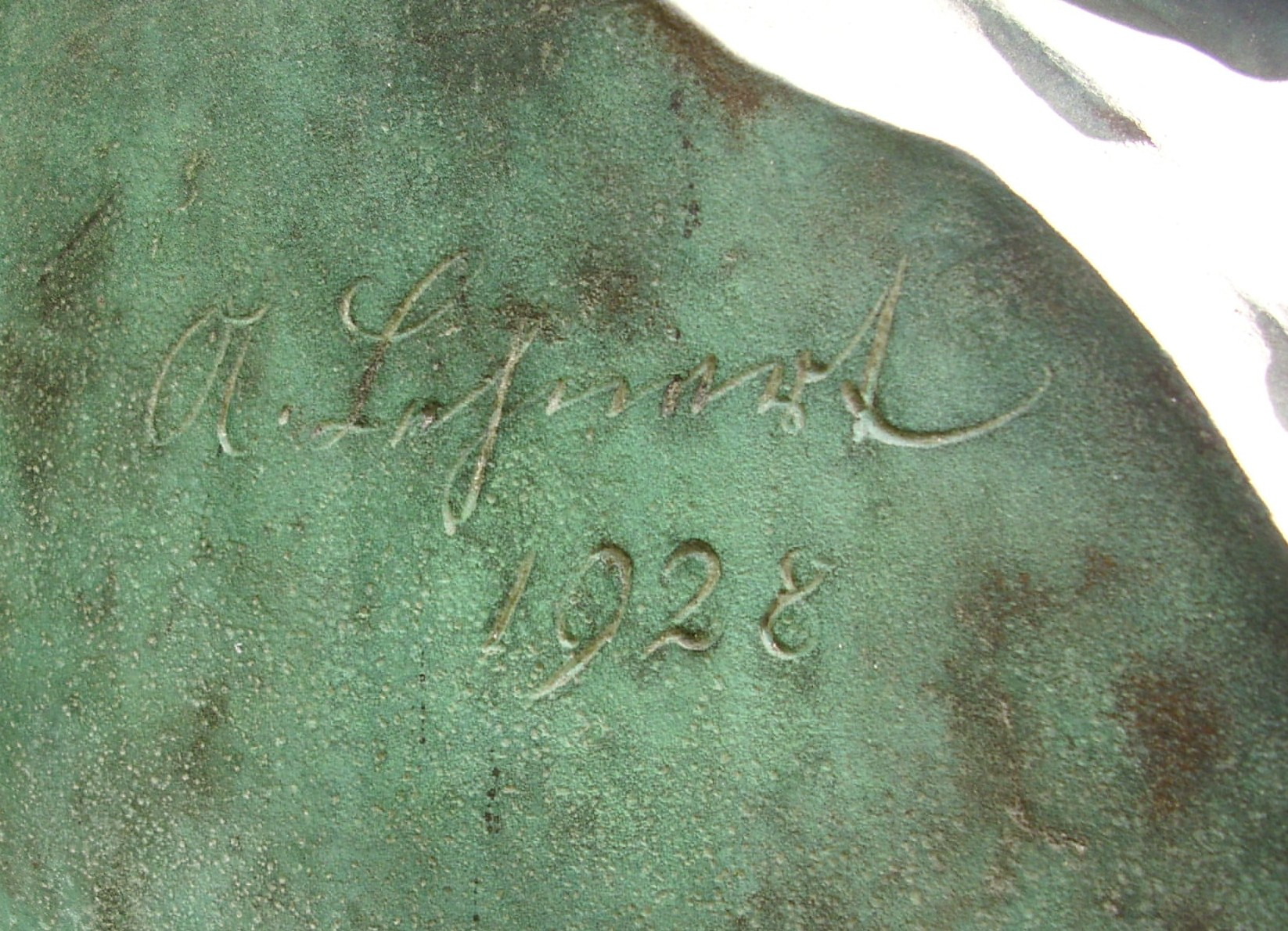
Signatur Adolf Lehnert an der Bronzebüste Georg Grimpe

### Werke in öffentlichem  und privatem Besitz (Auswahl)
- 1885: Marmorbüste Hedwig Reicher-Kindermann, Stadtgeschichtliches Museum Leipzig
- 1895: Reliefs an den Säulenpostamenten am Gebäude des Alten Grassimuseums in Leipzig (heute Sitz der Stadtbibliothek Leipzig)
- 1898: Hirschgruppe in Bronze, im Schlosspark Hummelshain
- 1898: Portraitstatue eines Herrn, Bronze auf Sächsischem Serpentin-Sockel, dat. 1898, Guss bei Pirner & Franz in Dresden
- 1899: Schreber-Hauschild-Denkmal in Leipzig
- 1900: Louise-Otto-Peters-Denkmal in Leipzig
- 1900: Gutenbergskulptur, Salonausführung des Gutenberg-Standbilds im Deutschen Buchgewerbehaus, Guss bei Noack & Brückner Leipzig
- 1901: Herzog-Ernst-Brunnen in Stadtroda (1989 ohne Büste als Marktbrunnen neu eingeweiht)[5]
- 1901: Helmuth von Moltke, Bronze-Standbild auf Serpentin-Plinthe
- 1902: Herzog Ernst I. von Sachsen-Altenburg, Bronzebüste auf Marmorsockel
- 1903: Moritz Schreber, Marmorbüste
- 1903: Auguste Schmidt, Gipsbüste
- 1904: Carl Riedel, Marmorbüste, Stadtgeschichtliches Museum Leipzig
- 1904: August Polich, Bronzebüste auf Marmorsockel, Stadtgeschichtliches Museum Leipzig
- 1905: Reliefs über dem Hauptportal am Gebäude des Reclam-Verlags in Leipzig
- 1908: Alabaster-Reliefs Stufen des Lebens am Verwaltungsgebäude Bahnhofstraße 3a in Gotha (heute Sitz des Deutschen Versicherungsmuseums, des Sozialgerichtes Thüringen und des Thüringer Finanzgerichts)[6]
- 1910: Paul Erbes, Medaillonbild am Denkmal auf dem Südfriedhof Leipzig
- 1911: Adolf Bleichert, Bronzebüste
- 1911: Gustav Wustmann, Porträtrelief
- 1913: weibliche Figuren über dem Hauptportal der Deutschen Bücherei in Leipzig
- 1914: Fahnenträger, kleiner Junge mit Pickelhaube
- 1917: Lachendes Kind, Bronzeplastik auf Serpentin-Plinthe (vermutlich Darstellung seiner Tochter Waltraut)
- 1927: Portraitrelief Clara Rosenthal
- 1938: Fackelträger, Bronzeskulptur in NS-Manier dargestellt, Gießerei Noack Leipzig
- Carl Ludwig Seffner, Plastik, seit 2002 als Dauerleihgabe der Letter Stiftung im Leipziger Museum für angewandte Kunst
- Karl August Friedrich Samwer, Büste, im Besitz der Gothaer Versicherung
- Arthur Schopenhauer, Marmorbüste
- Arwed Roßbach, Bronzestatuette, 1911 Erwerb des Museums der Bildenden Künste Leipzig durch Schenkung von Hofrat Dr. Hermann Credner

### Büsten, Medaillons und Reliefs für Grabdenkmale (Auswahl)
- 1895 Porträtmedaillon Johann Carl Gustav Herrmann, ursprünglich Neuer Johannisfriedhof, jetzt: Lapidarium Alter Johannisfriedhof, Leipzig
- 1901 Porträtmedaillon Louis Kuhne, Südfriedhof in Leipzig
- 1902 Reliefs und Sarkophagdeckel für das Grabmal Karl Krause, Bronze, ursprünglich: Neuer Johannisfriedhof, jetzt Lapidarium Alter Johannisfriedhof, Leipzig
- 1903 Grabmal Ernst Mey Friedhof Plagwitz
- 1907 Marmorrelief Familiengrab Adolf Lehnert, Südfriedhof Leipzig
- 1909 Grabmal Herrmann Julius Meyer, Südfriedhof Leipzig
- 1911 Portraitmedaillon Max Alfred Haunstein anlässlich des 50. Geschäftsjubiläum Gebr. Haunstein Eisenwarenhandlung
- 1915 Porträtmedaillon Lange-Lorenz, Südfriedhof Leipzig
- 1916 Porträtmedaillon Ludwig Schwabe, Südfriedhof Leipzig
- 1917 Marmorrelief Grabmal Alfred Lodde, Südfriedhof Leipzig
- 1919 Büste Robert Volkmann, Lommatzsch
- 1920 Kinderfigur, Marmor, Grabmal Otto Harrassowitz, Südfriedhof Leipzig
- 1920 Trauernde mit Siegespalme, Grabmal Naumann, Südfriedhof Leipzig
- 1921 Denkmal für die Gefallenen der Kirchgemeinde Markkleeberg-Dölitz, Friedhof der Ev. Auenkirchgemeinde, Markkleeberg
- 1928 Georg Grimpe (1853–1927), Gastwirt des Thüringer Hofs in Leipzig, Bronzebüste, bis 1970 Neuer Johannisfriedhof III. Abteilung, jetzt Urnenfeld des Südfriedhofs[7], Zweitguss am Eingang des Thüringer Hofs, Vater des Zoologen Georg Grimpe
- 1928 Büste von Karl August Friedrich Samwer im Sitzungssaal der Gothaer Lebensversicherungsbank

### Verlorengegangene Werke (Auswahl)
- 1885 Lipsia 3 Meter hohe Figur nach dem Entwurf von Melchior zur Strassen im Giebel des Hauptportals der Neuen Börse zu Leipzig
- 1887 Franz Liszt Marmorbüste im Auftrag des Allgemeinen Deutschen Musikvereins
- 1887 Gustav Harkort Marmorbüste
- 1890 Christiane Caroline Grimpe Medaillon-Bildnis in Marmor im Auftrag des Sohnes Georg Grimpe, Leipzig
- 1891 Universitätsbibliothek Leipzig, zahlreiche Medaillons und Wandfriese im Neubau an der Beethovenstrasse
- 1892 Entwürfe eines steinernen Frieses am Vordergebäude zum Vergnügungsetablissement „Zum Lindwurm“ in Leipzig-Gohlis, den heiligen Georg mit Drachen darstellend
- 1892 Gustav Adolf Fricke Marmorbüste
- 1892 Reliefs an den Seitenwänden der Fleischerei und Mastochsenschlachterei Gustav Rietzschmann in der Leipziger Colonnadenstraße
- 1892 Carl Moritz Peuschel Obelisk aus tiefschwarzen polierten schwedischen Granit mit in weißem Marmor ausgearbeiteten Reliefbild, Nordfriedhof Leipzig
- 1892 Große Rotunde der Alberthalle Leipzig: Einzelne Skulpturen und Bildwerke
- 1893 „Kaiserfries“ -vierteiliger plastischer Zyklus (Karl der Grosse, Friedrich II., Maximilian I., Kaiser Wilhelm I.), in Stuttgart zur Aufstellung gelangt
- 1895 (zusammen mit Josef Mágr): Bismarck-Denkmal in Leipzig, zunächst vor dem Neuen Theater, 1897 im Johannapark, zerstört 1946
- 1895 Ludwig Richter – Entwurf eines Denkmals am Standort Dresden, Brühlsche Terrasse
- 1895 Friedrich Wilhelm Krause – lebensfrisch modellierte Büste zum 50-jährigen Geschäftsjubiläum des „Delikatessenkönigs in der Katharinenstraße“ Leipzig
- 1896 Reliefs im Hausflur der Lehrerbildungsanstalt für Knabenhandarbeit Leipzig: Junge bei Metallarbeit, Junge an der Hobelbank
- 1896 Zwei ca. 2 m hohe Bären in silberweißen Anstrich als Wappenhalter am Giebel des Geschäftshauses Silberner Bär (Leipzig), im 2. Weltkrieg zerstört
- 1896 Umfangreiche plastische Arbeiten in Sandstein an der Fassade des Prachtbaus des Verlags Johann Jacob Weber in der Reudnitzer Straße Leipzig
- 1896 Ludwig Rieper – Gedenktafel zum 25-jährigen Direktorenjubiläum mit Medaillonportrait, Bronzeguss
- 1896 Arthur Trebst – Portraitrelief
- 1896 Entwurf zweier zum Sprung bereiter Löwen als Wandschmuck in den Räumlichkeiten der Dauernden Gewerbeausstellung Leipzig
- 1896 Egon von Ratibor, Abnahme der Totenmaske in Gotha
- 1897 künstlerische Ausgestaltung des Gasthauses Thüringer Hof in Leipzig mit Bronzereliefs zur Stadtgeschichte, zerstört 1943
- 1897 Kriegerdenkmal 1870/71 für die gefallenen Angehörigen des Infanterie-Regiment Prinz Johann Georg (8. Sächsisches) Nr. 107, enthüllt am 18. August 1897, nicht erhalten
- 1897 Kriegerdenkmal in Rochlitz, 1942 zerstört
- 1897 Marmorbüsten von Christian Gottfried Reißig und Moritz Nachod zum 50-jährigen Geschäftsjubiläum im Hause Brühl Nr. 20, Leipzig
- 1897 Ludwig Nieper Portrait-Relief zum 25-jährigen Jubiläum als Direktor der Akademie der Künste zu Leipzig, Bronze
- 1897 Bildnisstatuetten zweier Herren im Jagdkostüm, Bronze
- 1897 Entwurf eines Lederfrieses für die Leipziger Buchbinderei AG, vormals Gustav Fritzsche in einer Länge von 19 m, bei einer Höhe von 0,80 m
- 1897 Jacob Bernhard Limburger – Portraitschmuck der Votivtafel zum 150-jährigen Geschäftsjubiläum, Holz
- 1899 Fackel schwingende Kolossalfigur aus Sandstein an der Eckefassade des Erweiterungsbaus des Geschäftshauses August Polich
- 1899 Südgiebel des Palmenhauses im Palmengarten (Leipzig) mit allegorischen Figuren, die Erdteile darstellend
- 1899 Gustav Schumann  quadratisches, lorbeerumwundenes Reliefbild aus Bronze auf polierten roten Granitblock, Johannisfriedhof Leipzig
- 1900 Johannes Gutenberg, Brosche mit dem Kopf Gutenbergs nach seiner Statue in der Gutenberghalle, Damenspende des Festausschusses
- 1900 Kunstanstalt Grimme & Hempel, 25-jähriges Geschäftsjubiläum, Reliefbildnis Reinhold Grimmes, weißes Marmormedaillon auf „tiefrothem marmornen Grunde“
- 1902 Fa. E.F. Steinacker, Bronzetafel zum 100-jährigen Geschäftsjubiläum der Buchhändlerfirma in Leipzig, mit Bildnissen von E.F. Steinacker, Wilhelm Einhorn und Theodor Einhorn
- 1902 Fa. Giesecke & Devrient, Jubiläums-Ehrentafel zum 50-jährigen Geschäftsjubiläum, Bronze
- 1903 Ernst Barth, Medaillonportrait, Carrara Marmor
- 1903 Professor Biedermann, Gipsbüste
- 1903 Justus Carl Lion, Reliefportrait „...Bild und Geist Lions modelliert“, Johannisfriedhof Leipzig, IV. Abteilung
- 1900 Gutenbergdenkmal für das Deutsche Buchgewerbehaus in Leipzig, zerstört 1943
- 1909 Bronzetafel Johann Jakob Weber zum 75. Geschäftsjubiläum des Verlags J.J. Weber (Herausgeber der „Illustrierte Zeitung“)
- 1911 Wilhelm Henzen Grabmal in Laaser Marmor, Stele mit Kopf, Leipziger Nordfriedhof
- 1915 Denkmal der Arbeit Ernst Albert Naether in Zeitz
- 1917: Ehrenmal für die Gefallenen des 7. Infanterie-Regiments „König von Sachsen“, Südfriedhof Leipzig, in den 1970er Jahren für die Arrondierung des „Sozialistischen Ehrenhains“ beseitigt
- 1921 Denkmal für die im Kriege gefallenen Angehörigen im Carola-Gymnasium Leipzig, Ausführung in Muschelkalk mit namentlicher Erwähnung von 11 Lehrern und 130 Schülern
- 1927 Friedrich-List-Büste für das List-Harkort-Denkmal in Leipzig (Büste seit 1999 auf dem Querbahnsteig des Leipziger Hauptbahnhofs)
- 1927 Gregory-Denkmal in Leipzig (Reliefplatte eingeschmolzen)
- 1937 Hermann-Kretzschmar-Plakette in Olbernhau, mit „...Bildnis durch Professor Adolf Lehnert – Leipzig nach dem Leben geschaffen...“

### Medaillen und Plaketten (Auswahl)
- 1900 700-jähriges Jubiläum des Mansfelder Bergbaus mit Porträtrelief Kaiser Wilhelm II.
- 1905 50-jähriges Geschäftsjubiläum der Maschinenfabrik Karl Krause, Bronzetafel mit Reliefs von Karl Krause und Heinrich Biagosch
- 1906 25-jähriges Geschäftsjubiläum Gustav Philipp, Geschäftsführer der Fritz Schulz jun. AG
- 1909 Porträt Adolph und Lina Lehnert anläßlich ihrer Goldenen Hochzeit am 8. November 1909 (Zweifache Ausführung)
- 1911 Fedor Flinzer zum Leonidenfest
- 1911 Arwed Emminghaus
- 1913 60-jähriges Bestehen des Riedel-Vereins
- 1914 Plakette Karl Samwer
- 1915 Otto Liebetrau
- 1917 Rudolf Ehwald
- 1918 Karl Rothe
- 1919 Philipp Fiedler
- 1920 Ernst Abbe
- 1922 Anna Liebetrau
- 1924 Hermann und Alina Röbert
- 1927 E. W. Arnoldi
- 1926 Eduard Rosenthal
- 1927 Karl Samwer
- 1928 Georg Florschütz
- 1929 Gustav von Kahr
- 1929 Arnold Paulssen
- 1930 Traugott Noack
- 1930 Erinnerungstafel Melchior zur Strassen
- 1931 Albert und Selinde Lehnert zur Silberhochzeit
- 1934 Johanna und Adolf Lehnert zur Silberhochzeit; Vorderseite: Brustbilder des Paares nebeneinander nach links schauend, Rückseite: Eigenheim des Künstlers in Markkleeberg